# McMillan & Wife
McMillan & Wife är en amerikansk deckarserie som producerades av Universal Television och sändes av NBC mellan 1971 och 1977.

## Handling
Polischefen "Mac" McMillan och hans fru, privatdetektiven Sally löser brott i San Francisco.

## Rollista i urval
- Rock Hudson – polischef Stuart "Mac" McMillan
- Susan Saint James – Sally McMillan
- John Schuck - polissergeant Charles Enright
- Nancy Walker - Mildred